# Maurice Graef
Maurice Graef (Horn, 22 augustus 1969) is een Nederlands oud-profvoetballer.
Hij begon met voetballen bij de plaatselijke voetbalclub KSV Horn.
Hij debuteerde als profvoetballer op 17 december 1988 in de wedstrijd VVV - Sparta (0-2).
In het seizoen 1992/93 werd hij topscorer van de Eerste divisie met 29 doelpunten. Mede dankzij Graef promoveerde VVV dat jaar, evenals in 1991 naar de Eredivisie. Na ook een succesvol jaar bij VVV in de Eredivisie (14 doelpunten), lag een transfer naar een grotere club voorhanden.
Hij vertrok dan ook naar de andere Limburgse club, Roda JC.
Zijn eerste seizoen bij Roda JC was redelijk succesvol. Hij wist 16 maal het net te vinden en maakte daarnaast ook zijn Europese debuut. Op 12 september 1995 was het Sloveense Olimpija Ljubljana de tegenstander van Roda JC in het UEFA-Cuptoernooi. Roda JC versloeg de Slovenen met 5-0. Maurice scoorde één keer.
Na twee seizoenen Roda JC vertrok Graef naar N.E.C.. Daar speelde hij een half seizoen, want in de winterstop van het seizoen 1996/97 keerde Graef terug op het oude nest, bij VVV. Daar speelde hij totdat hij na het seizoen 2001-2002 besloot te stoppen met voetballen.
Graef scoorde 117 doelpunten voor VVV en is bij die club daarmee 'topscorer aller tijden'. In 2012 is hij spitsentrainer bij VVV Venlo, heeft hij eigen bureau dat kinderen stimuleert om te sporten en maakt hij een sportprogramma voor TV Limburg.

## Statistieken
| Seizoen         | Club            | Competitie      | Competitie | Competitie | Beker | Beker | Continentaal1 | Continentaal1 | Overig2 | Overig2 | Totaal | Totaal |
| Seizoen         | Club            | Competitie      | Wed.       | Dlp.       | Wed.  | Dlp.  | Wed.          | Dlp.          | Wed.    | Dlp.    | Wed.   | Dlp.   |
| --------------- | --------------- | --------------- | ---------- | ---------- | ----- | ----- | ------------- | ------------- | ------- | ------- | ------ | ------ |
| 1988/89         | VVV             | Eredivisie      | 4          | 0          | 1     | 0     | —             | —             | —       | —       | 5      | 0      |
| 1989/90         | VVV             | Eerste divisie  | 27         | 3          | 1     | 0     | —             | —             | —       | —       | 28     | 3      |
| 1990/91         | VVV             | Eerste divisie  | 16         | 4          | 1     | 0     | —             | —             | 4       | 1       | 21     | 5      |
| 1991/92         | VVV             | Eredivisie      | 17         | 1          | 3     | 4     | —             | —             | —       | —       | 20     | 5      |
| 1992/93         | VVV             | Eerste divisie  | 34         | 29         | 2     | 2     | —             | —             | —       | —       | 36     | 31     |
| 1993/94         | VVV             | Eredivisie      | 26         | 14         | 1     | 0     | —             | —             | 2       | 0       | 29     | 14     |
| 1994/95         | Roda JC         | Eredivisie      | 32         | 16         | 4     | 2     | —             | —             | —       | —       | 36     | 18     |
| 1995/96         | Roda JC         | Eredivisie      | 28         | 6          | 4     | 1     | 4             | 1             | —       | —       | 36     | 8      |
| 1996/97         | N.E.C.          | Eredivisie      | 16         | 4          | 3     | 3     | —             | —             | 0       | 0       | 19     | 7      |
| 1996/97         | VVV             | Eerste divisie  | 12         | 7          | 0     | 0     | —             | —             | 5       | 0       | 17     | 7      |
| 1997/98         | VVV             | Eerste divisie  | 27         | 16         | 0     | 0     | —             | —             | —       | —       | 27     | 16     |
| 1998/99         | VVV             | Eerste divisie  | 32         | 18         | 4     | 4     | —             | —             | —       | —       | 36     | 22     |
| 1999/00         | VVV             | Eerste divisie  | 25         | 11         | 3     | 2     | —             | —             | —       | —       | 28     | 13     |
| 2000/01         | VVV             | Eerste divisie  | 23         | 7          | 5     | 1     | —             | —             | —       | —       | 28     | 8      |
| 2001/02         | VVV             | Eerste divisie  | 25         | 7          | 5     | 4     | —             | —             | —       | —       | 30     | 11     |
| Carrière totaal | Carrière totaal | Carrière totaal | 344        | 143        | 37    | 23    | 4             | 1             | 11      | 1       | 396    | 168    |